# Jared Goff
Jared Thomas Goff (Novato, 14 ottobre 1994) è un giocatore di football americano statunitense che milita nel ruolo di quarterback per i Detroit Lions della National Football League (NFL). È stato scelto come primo assoluto nel Draft NFL 2016 dai Los Angeles Rams. Al college football ha giocato a football all'Università della California.

## Carriera universitaria

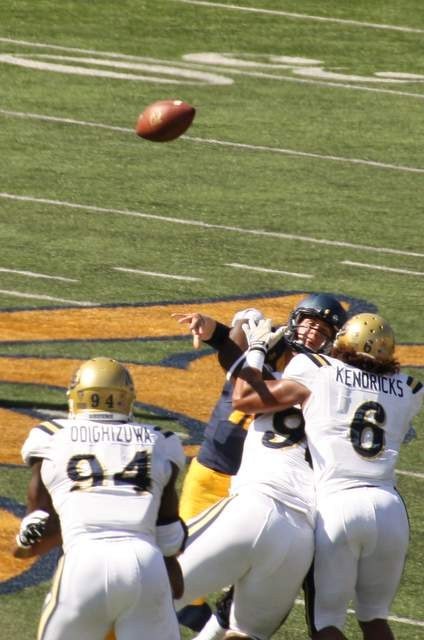
Goff nel 2015 tenta un passaggio contrastato dalla difesa di UCLA

Goff al college giocò a football coi California Golden Bears dal 2013 al 2015. Fu nominato titolare già nella sua prima stagione e anche se la squadra vinse solamente una gara su dodici, Goff stabilì i nuovi primati stagionali dell'istituto per yard passate, passaggi completati e tentati. L'anno seguente stabilì il record dei Golden Bears con 527 yard passate nella gara contro la Washington State University. Nel 2015 portò la squadra a terminare col primo bilancio positivo dal 2011 (7-5) e passò sei touchdown nella vittoria dell'Armed Force Bowl. La sua annata si chiuse con i nuovi record stagionali della Pacific-12 Conference per yard passate (4.714) e passaggi da touchdown (43).
Premi e riconoscimenti
- First-Team All-Pac-12 (2015)

Statistiche al college
| 2013   | California | FBS Div. I | Pac-12 | 12 | 12 | 320 | 531   | 60,3 | 3 508  | 6,6 | 18 | 10 | 123,2 | 59  | -62  | -1,05 | 17 | 1 | 30 | 181 | 10 | 6  |
| 2014   | California | FBS Div. I | Pac-12 | 12 | 12 | 315 | 509   | 61,9 | 3 954  | 7,8 | 35 | 7  | 147,1 | 55  | -44  | -0,80 | 19 | 0 | 25 | 192 | 9  | 4  |
| 2015   | California | FBS Div. I | Pac-12 | 13 | 13 | 341 | 529   | 64,5 | 4 714  | 8,9 | 43 | 13 | 161,2 | 56  | -8   | -0,14 | 20 | 0 | 26 | 200 | 4  | 1  |
| Totale | Totale     | Totale     | Totale | 37 | 37 | 976 | 1 569 | 62,2 | 12 176 | 7,8 | 96 | 30 | 143,8 | 170 | -114 | -0,67 | 20 | 1 | 81 | 573 | 23 | 11 |

Fonte: Football Database
In grassetto i record personali in carriera

## Carriera professionistica

### Los Angeles Rams

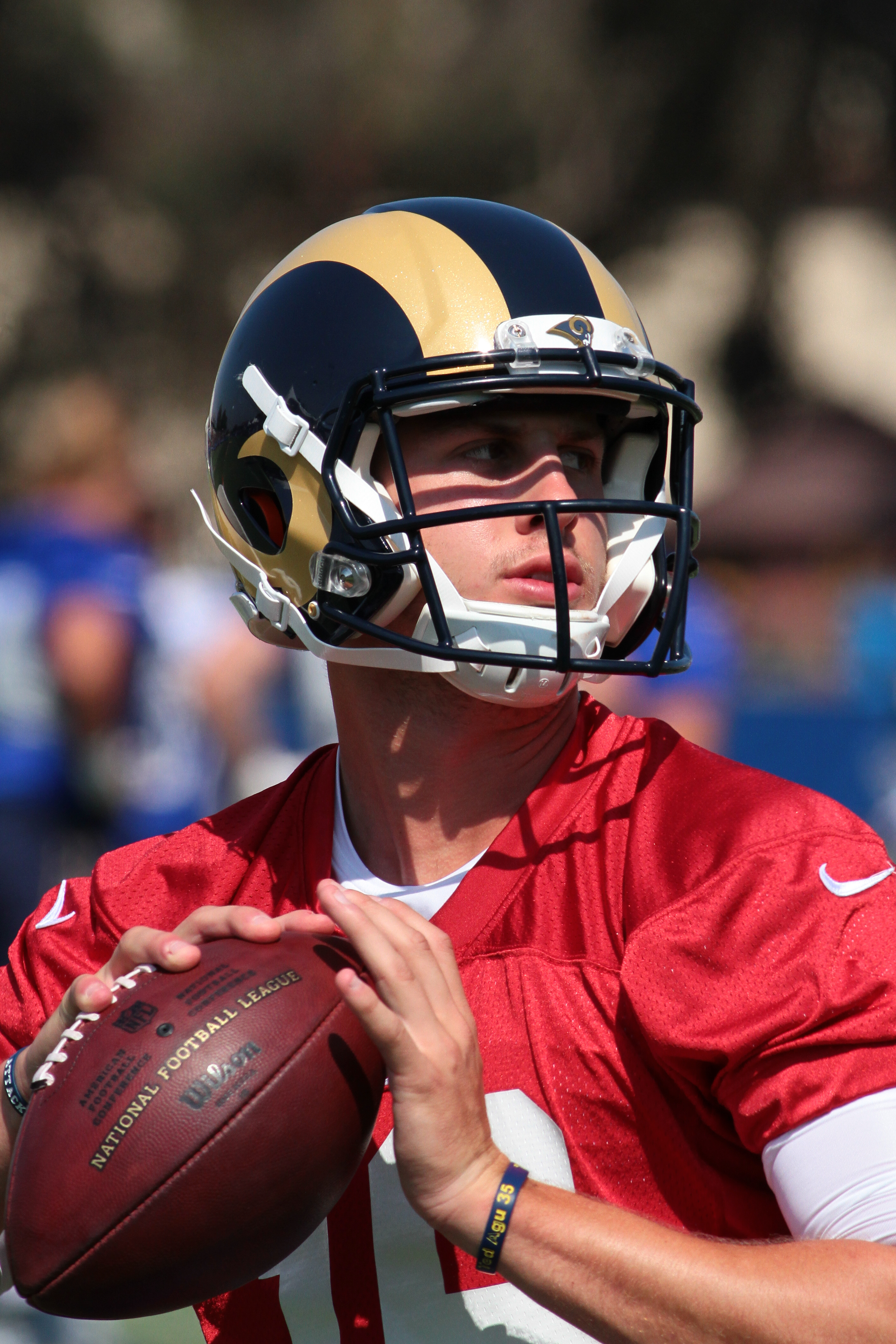
Goff nella pre-stagione 2016

#### Stagione 2016: stagione da rookie
Goff era considerato dagli analisti uno dei migliori due quarterback selezionabili nel Draft NFL 2016 assieme a Carson Wentz e una delle prime dieci scelte assolute
  Il 29 aprile 2016 fu selezionato come primo assoluto dai Los Angeles Rams. Dopo essere rimasto in panchina come riserva di Case Keenum nelle prime nove giornate, il 15 novembre 2016 fu nominato titolare per la gara contro i Miami Dolphins, persa in rimonta per 14-10. La sua prima prova si concluse con 17 passaggi completati su 31 tentativi per 134 yard.
Nella settimana 12, Goff passò tre touchdown e subì un intercetto nella sconfitta per 21-49 contro i New Orleans Saints. Il primo touchdown della carriera fu un passaggio da 24 yard per Tavon Austin nel primo quarto. Nella settimana 14 segnò il primo touchdown su corsa nella sconfitta per 14-42 contro gli Atlanta Falcons. La stagione da rookie di Goff si concluse disputando sette gare tutte come titolare, perdendole tutte. Complessivamente passò 1.089 yard, 5 touchdown e subì 7 intercetti.

#### Stagione 2017
Dopo la difficile stagione da rookie e con l'addio di Jeff Fisher da capo-allenatore, sostituito da Sean McVay, la seconda annata da professionista si rivelò di successo per Goff. Questa iniziò con la prima vittoria in carriera nella gara del primo turno, un netto 46-9 sugli Indianapolis Colts, in cui passò 306 yard e un touchdown. Nella gara del giovedì notte del terzo turno terminò col miglior passer rating in carriera (145,8) dopo avere completato 22 passaggi su 28 per 292 yard e 3 touchdown nella vittoria esterna sui San Francisco 49ers. Nel nono turno completò 14 passaggi su 22 per 311 yard e 4 touchdown nella vittoria sui New York Giants in cui i Rams segnarono 51 punti, venendo premiato come miglior giocatore offensivo della NFC della settimana. Nel penultimo turno passò 301 yard e 4 touchdown nella vittoria sui Tennessee Titans che diede ai Rams il primo titolo di division dalla stagione 2003, venendo premiato come quarterback della settimana. A fine anno, le 12,9 yard per passaggio completato di Goff furono il miglior risultato della NFL.
Nella prima gara di playoff in carriera, Goff completò 24 passaggi su 45 per 259 yard e un touchdown, coi Rams che furono sconfitti al Los Angeles Memorial Coliseum per 26-13, chiudendo la loro stagione.

#### Stagione 2018

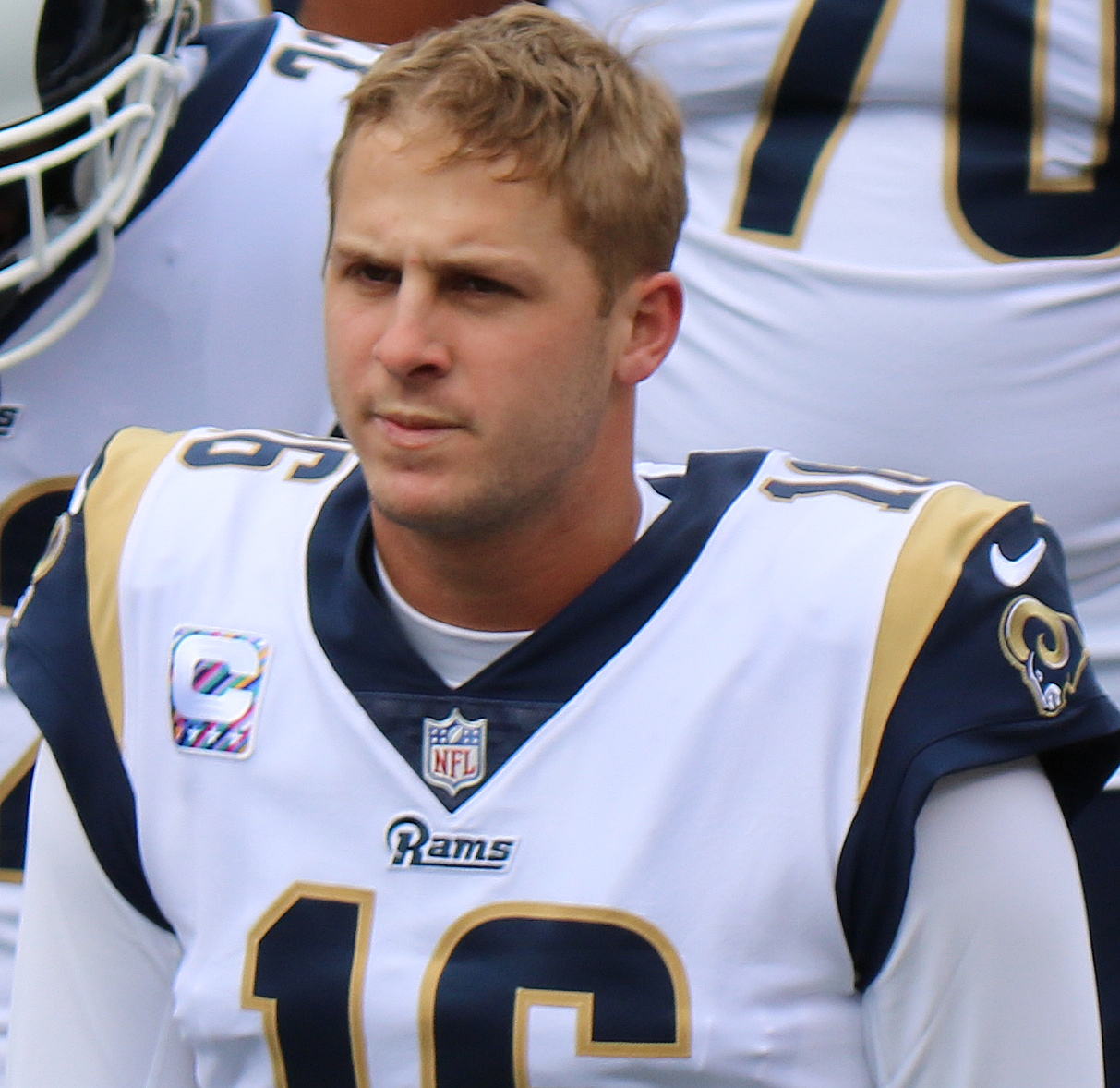
Jared Goff nel 2018 contro i Denver Broncos

Nell'anticipo del quarto turno della stagione Goff mantenne i Rams imbattuti con la vittoria sui Minnesota Vikings in cui stabilì i nuovi primati personali in yard passate (465) e touchdown passati (5) senza subire intercetti, terminando con un passer rating perfetto di 158,3 e venendo premiato come giocatore offensivo della NFC della settimana. L'ultimo quarterback dei Rams a passare 5 touchdown in una partita era stato Kurt Warner nella stagione della vittoria del Super Bowl nel 1999. Alla fine di settembre fu premiato come giocatore offensivo della NFC del mese, in cui Los Angeles fu una delle due squadre della lega a mantenersi imbattute. Tale striscia si protrasse fino al nono turno, quando furono battuti dai New Orleans Saints. Il 3 dicembre, con un mese di anticipo, i Rams si aggiudicarono il secondo titolo di division consecutivo con una vittoria sui Detroit Lions. A fine stagione fu convocato per il suo secondo Pro Bowl dopo avere passato 4.688 yards e 32 touchdown.
Nei playoff, i Rams batterono i Cowboys e i Saints, qualificandosi per il loro primo Super Bowl dal 2001. Il 3 febbraio, nel Super Bowl LIII, Los Angeles perse per 13-3 contro i New England Patriots. Goff passò 229 yard e subì un intercetto, non portando i suoi a segnare alcun touchdown.

#### Stagione 2019
Nel 2019 i Rams vinsero le prime tre partite prima di perdere in casa contro i Tampa Bay Buccaneers, in una gara in cui Goff stabilì i record in carriera per passaggi tentati (68) e yard passate (517) ma in cui subì anche 3 intercetti. Nel tredicesimo turno fu premiato come giocatore offensivo della NFC della settimana dopo avere passato 424 yard e 2 touchdown, con un passer rating di 120,7 nella vittoria sugli Arizona Cardinals. La sua stagione si chiuse al terzo posto della NFL con 4.638 yard passate, con 22 touchdown e un primato personale negativo di 16 intercetti, guidando la lega con 626 passaggi tentati. Los Angeles con un record di 9-7 finì al terzo posto della division e fuori dai playoff.

#### Stagione 2020

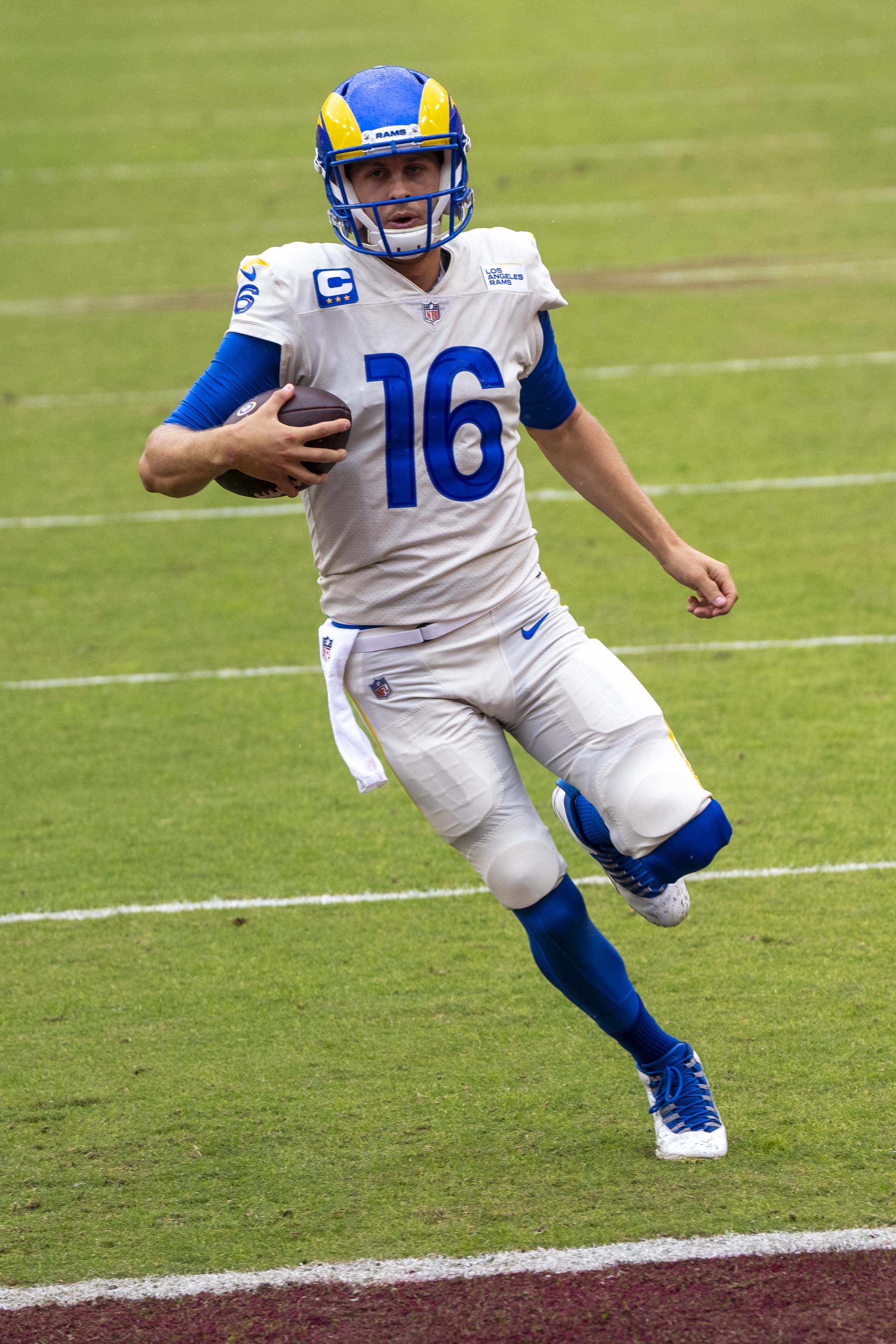
Goff nel 2020

Nel penultimo turno della stagione regolare, Goff si fratturò un pollice contro i Seattle Seahawks, venendo costretto a sottoporsi a un'operazione chirurgica. La sua annata si chiuse così con 3.952 yard passate, 20 touchdown e 13 intercetti, con un record di 9-6.
Nel turno delle wild card contro i Seahawks, Goff iniziò la sfida come riserva di John Wolford ma entrò in campo già nel primo quarto dopo che Wolford si infortunò al collo. In quella partita passò 155 yard e un touchdown nella vittoria in trasferta per 30–20. La settimana successiva passò 174 yard e un touchdown ma i Rams furono eliminati per 32-18 dai Green Bay Packers numero 1 del tabellone della NFC.

### Detroit Lions

#### Stagione 2021
Il 30 gennaio 2021, Goff fu scambiato con i Detroit Lions, insieme a due scelte del primo giro e una del terzo giro per il quarterback Matthew Stafford. Nel 13º turno portò i Lions alla prima vittoria stagionale con un passaggio da touchdown da 11 yard per Amon-Ra St. Brown con il tempo ormai scaduto. La sua partita contro i Vikings si concluse con 296 yard passate e 3 touchdown, venendo premiato come giocatore offensivo della NFC della settimana.
Goff chiuse la sua prima stagione con i Lions con 3.245 yard passate, 19 touchdown e 8 intercetti in 14 presenze come titolare, saltando tre partite per infortunio e per la positività al COVID-19. I Lions ebbero un record di 3-13-1.

#### Stagione 2022
Nel quarto turno della stagione 2022 Goff passò 378 e 4 touchdown (con un intercetto) nella sconfitta per 48-45 contro i Seattle Seahawks che gli valsero il premio di quarterback della settimana. Nella settimana 9 Detroit interruppe una striscia di cinque sconfitte consecutive battendo i Packers per 15-9, con Goff che passò 2 touchdown. Nel tredicesimo turno passò 340 yard e 2 touchdown nella vittoria sui Jacksonville Jaguars per 40-14. Nella gara della settimana successiva, la vittoria 34-23 sui Minnesota Vikings, Goff lanciò per 330 yard e 3 touchdown, prestazione che gli valse per la seconda volta in stagione il riconoscimento di quarterback della settimana. Nel penultimo turno i Lions tennero accese le speranze di playoff battendo i Bears per 41-10, con Goff che passò 255 yard e 3 touchdown. Nell'ultimo turno Detroit batté i Packers ma la contemporanea vittoria dei Seahawks sui Rams li escluse dalla post-season. Goff disputò una seconda parte di stagione di altissimo livello: l'ultimo intercetto lo subì nel nono turno, dopo di che nelle partite rimanenti passó 15 touchdown senza perdere alcun pallone. Quelle nove gare consecutive senza intercetti furono un record di franchigia per i Lions, superando le sei di Charlie Batch. La sua seconda annata nel Michigan si concluse con 4.438 yard passate, 29 touchdown e 7 intercetti, disputando tutte le 17 partite come titolare e venendo convocato per il suo terzo Pro Bowl al posto di Jalen Hurts, impegnato nel Super Bowl LVII. La sua percentuale di passaggi intercettati dell'1,2 fu la seconda migliore della NFL.

#### Stagione 2023

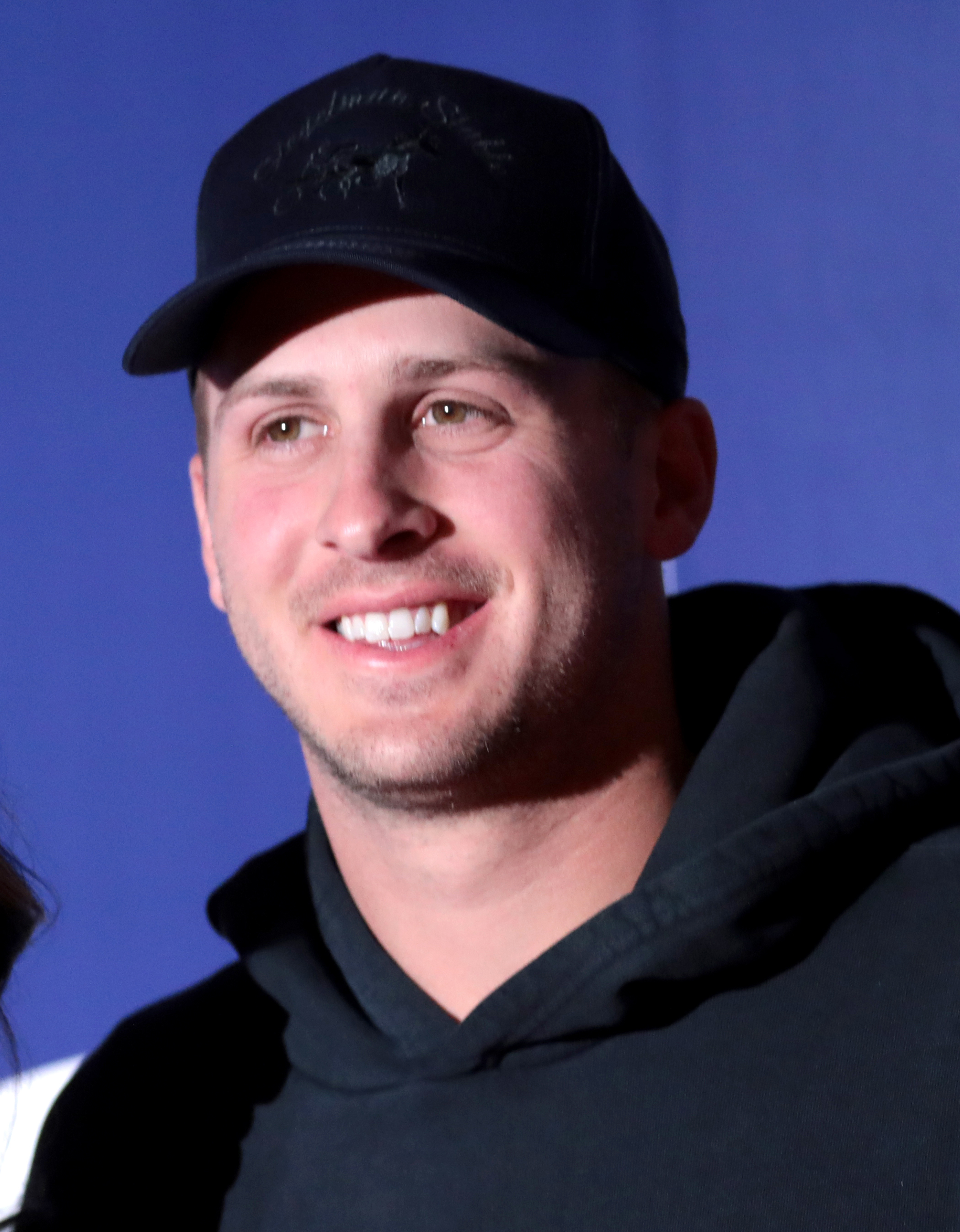
Goff nel 2023

I Lions aprirono la stagione con una vittoria a sorpresa in casa dei Chiefs campioni in carica con Goff che passò 258 yard e un touchdown. La settimana successiva Tre Brown dei Seahawks interruppe la sua striscia di passaggi consecutivi senza intercetti, la terza più lunga della storia della NFL. Detroit fu battuta ai tempi supplementari. Seguirono quattro vittorie consecutive, tra cui quella del sesto turno contro i Tampa Bay Buccaneers in cui passò 353 yard e due touchdown, venendo premiato come miglior giocatore offensivo della NFC della settimana e come quarterback della settimana.
Nella settimana 11 i Lions si trovarono in svantaggio di 12 punti a 4 minuti dal termine, con Goff che aveva subito tre intercetti contro i Bears. Da quel momento però guidò la squadra alla rimonta e alla vittoria per 31-26. La sua partita si chiuse con 236 yard passate e 2 touchdown. I Lions partirono così con un record di 8-2 per la prima volta dal 1962.
Dopo alcune prove opache, nel quindicesimo turno Goff si riprese passando 278 yard e 5 touchdown con un passer rating di 134,6 nella vittoria sui Denver Broncos. La settimana successiva passò 257 yard e un touchdown nella vittoria sui Vikings che diede ai Lions la prima vittoria del titolo di division dopo trent'anni. La sua stagione regolare si chiuse al secondo posto nella NFL con 4.575 yard passate.
Il 14 gennaio 2024 Goff guidò i Lions a una vittoria di misura contro i suoi ex Rams, portando la franchigia alla prima vittoria nei playoff dal 1991. Divenne così il quinto quarterback nella storia dei playoff a terminare una gara con almeno 275 yard passate, una percentuale di completamento dell'80% e un passer rating di almeno 120,0. La corsa dei Lions si arrestò a un passo dal Super Bowl, perdendo in rimonta contro i San Francisco 49ers nella finale della NFC malgrado un ampio vantaggio alla fine del primo tempo.

#### Stagione 2024
Il 13 maggio 2024 Goff firmó con i Lions un rinnovo quadriennale del valore di 212 milioni di dollari. Nel Monday Night Football del quarto turno vinto contro i Seattle Seahawks stabilì un record NFL per il maggior numero di passaggi completati in una partita senza errori (18), superando i 10 di Kurt Warner. La sua gara terminò con un passer rating perfetto di 158,3, con 292 yard, 2 touchdown passati e un altro segnato su ricezione su passaggio da 7 yard del compagno Amon-Ra St. Brown. Per questa prestazione fu premiato come giocatore offensivo della NFC della settimana. Nella settimana 7 i Lions e Goff inflissero ai Minnesota Vikings la prima sconfitta stagionale, con il quarterback che completò 22 passaggi su 25 per 280 yard e 2 touchdown. Pareggiò così la striscia più lunga per gare consecutive con un passer rating di almeno 140, tre, dalla fusione AFL-NFL del 1970. La sua prestazione gli valse il riconoscimento di quarterback della settimana. Alla fine di ottobre fu premiato come giocatore offensivo del mese della NFC in cui ebbe solo tredici passaggi incompleti, con 680 yard, 8 touchdown e nessun intercetto subito, per un passer rating di 149,8.
Nella settimana 9 Goff stabilì il record nell'era del Super Bowl per la più alta percentuale di completamento di passaggi in sei gare consecutive (minimo 100 passaggi tentati), con l'82,8%. Inoltre stabilì anche il record nell'era Super Bowl per il più alto passer rating in sei gare di fila (minimo 100 passaggi tentati), con 140,1. I Lions batterono in trasferta i Packers e iniziarono con un record di 7-1 per la prima volta dal 1956. La settimana successiva Goff, che non subiva un intercetto dal terzo turno, ne lanciò cinque contro i Texans ma i Lions, che si erano trovati in svantaggio anche per 23-7, riuscirono a rimontare e a vincere per 26-23. Di segno opposto la prestazione del turno successivo, in cui passò 412 yard, 4 touchdown ed ebbe un passer rating perfetto di 158,3 nella vittoria per 52-6 sui Jaguars.
Nella settimana 13 Goff passó 221 yard e 2 touchdown, battendo i Bears e interrompendo una striscia di sette sconfitte consecutive per i Lions il Giorno del Ringraziamento. Per Detroit fu la decima vittoria consecutiva, la sua miglior striscia dal 1934, agli albori della storia della franchigia. Nella settimana 15 Goff divenne l'unico giocatore dal 1950 a perdere una partita lanciando oltre 400 yard, 5 touchdown e nessun intercetto subito. A fine stagione fu convocato per il suo quarto Pro Bowl e si classificò quinto nel premio di MVP della NFL dopo essere giunto secondo nella NFL con 4.629 yard passate, quarto con un nuovo primato personale di 37 passaggi da touchdown e secondo con 111,8 di passer rating. I Lions chiusero con il miglior record della lega, 15-2, guadagnando per la prima volta nella loro storia la prima testa di serie nel tabellone dei playoff della NFC ma furono subito eliminati a sorpresa da Washington.

## Palmarès

### Franchigia
- National Football Conference Championship: 1

Los Angeles Rams: 2018

### Individuale
- Convocazioni al Pro Bowl: 4

2017, 2018, 2022, 2024
- Giocatore offensivo della NFC del mese: 2

settembre 2018, ottobre 2024
- Giocatore offensivo della NFC della settimana: 6

9ª del 2017, 4ª del 2018, 13ª del 2019, 13ª del 2021, 6ª del 2023, 4ª del 2024
- Quarterback della settimana: 6

16ª del 2017, 15ª del 2021, 4ª e 14ª del 2022, 6ª del 2023, 7ª del 2024

## Statistiche

### Stagione regolare
| 2016   | LAR    | 7   | 7   | 112   | 205   | 54,6 | 1 089  | 5,3 | 5   | 7  | 63,6  | 8   | 16  | 2,0 | 1  | 26  | 222   | 5  | 2  | 0-7-0   |
| 2017   | LAR    | 15  | 15  | 296   | 477   | 62,1 | 3 804  | 8,0 | 28  | 7  | 100,5 | 28  | 51  | 1,8 | 1  | 25  | 172   | 8  | 3  | 11-4-0  |
| 2018   | LAR    | 16  | 16  | 364   | 561   | 64,9 | 4 688  | 8,4 | 32  | 12 | 101,1 | 43  | 108 | 2,5 | 2  | 33  | 223   | 12 | 5  | 13-3-0  |
| 2019   | LAR    | 16  | 16  | 394   | 626   | 62,9 | 4 638  | 7,4 | 22  | 16 | 86,5  | 33  | 40  | 1,2 | 2  | 22  | 170   | 10 | 5  | 9-7-0   |
| 2020   | LAR    | 15  | 15  | 370   | 552   | 67,0 | 3 952  | 7,2 | 20  | 13 | 90,0  | 51  | 99  | 1,9 | 4  | 23  | 161   | 7  | 4  | 9-6-0   |
| 2021   | DET    | 14  | 14  | 332   | 494   | 67,2 | 3 245  | 6,5 | 19  | 8  | 91,5  | 17  | 87  | 5,1 | 0  | 34  | 272   | 9  | 6  | 3-10-1  |
| 2022   | DET    | 17  | 17  | 382   | 587   | 65,1 | 4 438  | 7,6 | 29  | 7  | 99,3  | 29  | 73  | 2,5 | 0  | 23  | 156   | 7  | 4  | 9-8-0   |
| 2023   | DET    | 17  | 17  | 407   | 605   | 67,3 | 4 575  | 7,6 | 30  | 12 | 97,9  | 32  | 21  | 0,7 | 2  | 30  | 197   | 6  | 4  | 12-5-0  |
| 2024   | DET    | 6   | 6   | 128   | 174   | 73,6 | 1 610  | 9,3 | 10  | 4  | 111,5 | 13  | 17  | 1,3 | 0  | 13  | 106   | 2  | 0  | 5-1-0   |
| Totale | Totale | 123 | 123 | 2 785 | 4 281 | 65,1 | 32 039 | 7,5 | 195 | 86 | 94,3  | 254 | 512 | 2,0 | 12 | 230 | 1 687 | 66 | 33 | 71-51-1 |

### Play-off
| 2017   | LAR    | 1 | 1 | 24  | 45  | 53,3 | 259  | 5,8 | 1 | 0 | 77,9  | 0  | 0  | 0,0 | 0 | 3  | 13  | 0 | 0 | 0-1 |
| 2018   | LAR    | 3 | 3 | 59  | 106 | 55,7 | 712  | 6,7 | 1 | 2 | 71,7  | 9  | 22 | 2,4 | 0 | 5  | 39  | 2 | 0 | 2-1 |
| 2020   | DET    | 2 | 1 | 30  | 46  | 65,2 | 329  | 7,2 | 2 | 0 | 100,7 | 5  | 10 | 2,0 | 0 | 6  | 41  | 0 | 0 | 0-1 |
| 2023   | DET    | 3 | 3 | 77  | 111 | 69,4 | 837  | 7,5 | 4 | 0 | 103,3 | 9  | 3  | 0,3 | 0 | 7  | 45  | 1 | 0 | 2-1 |
| Totale | Totale | 9 | 8 | 190 | 308 | 61,7 | 2137 | 6,9 | 8 | 2 | 88,4  | 23 | 35 | 1,5 | 0 | 21 | 138 | 3 | 0 | 4-4 |

Fonte: Pro Football Reference

In grassetto i record in carriera —      leader della lega

Statistiche aggiornate alla settimana 7 della stagione 2024